# Envision Racing
A Envision Racing Formula E Team é uma equipe britânica de automobilismo sob a propriedade da empresa chinesa Envision Energy, que compete na série de corridas elétricas, a Fórmula E.

## História

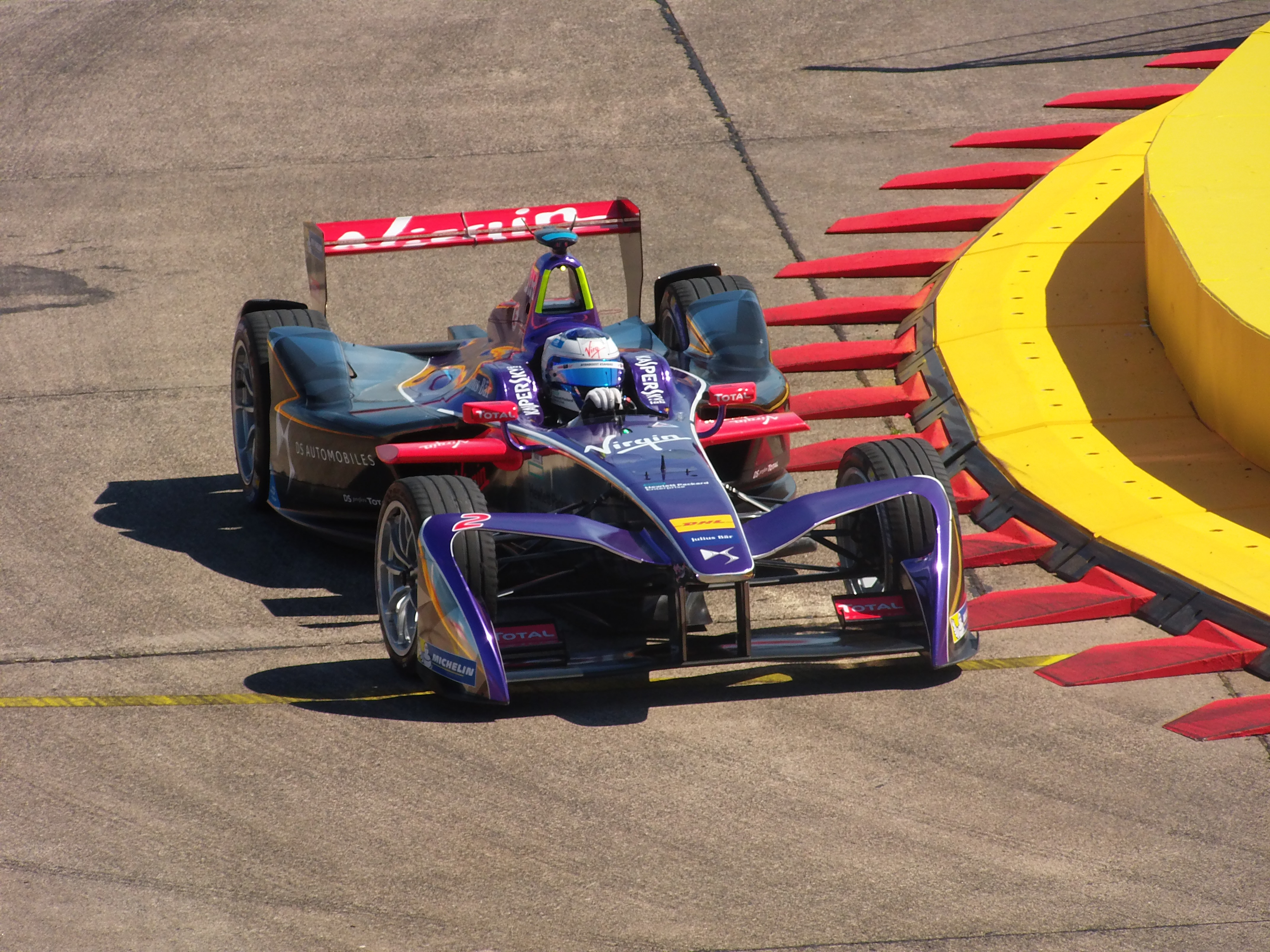
Sam Bird no ePrix de Berlim de 2017.

Esta equipe foi criada pela Virgin e denominada Virgin Racing Formula E Team para disputar a temporada inaugural da Fórmula E. Em 2015, a Virgin formou uma parceria com a DS Automobiles, marca criada em 2014 pelo Grupo PSA a partir de uma divisão da Citroën, para a equipe utilizar trens de força fornecidos pela DS a partir da temporada de 2015-16 sendo que, ao mesmo tempo, o nome da equipe foi alterado para DS Virgin Racing.
Em abril de 2018, a Envision Energy tornou-se proprietária majoritária da equipe, que em setembro foi formalmente renomeada para Envision Virgin Racing.

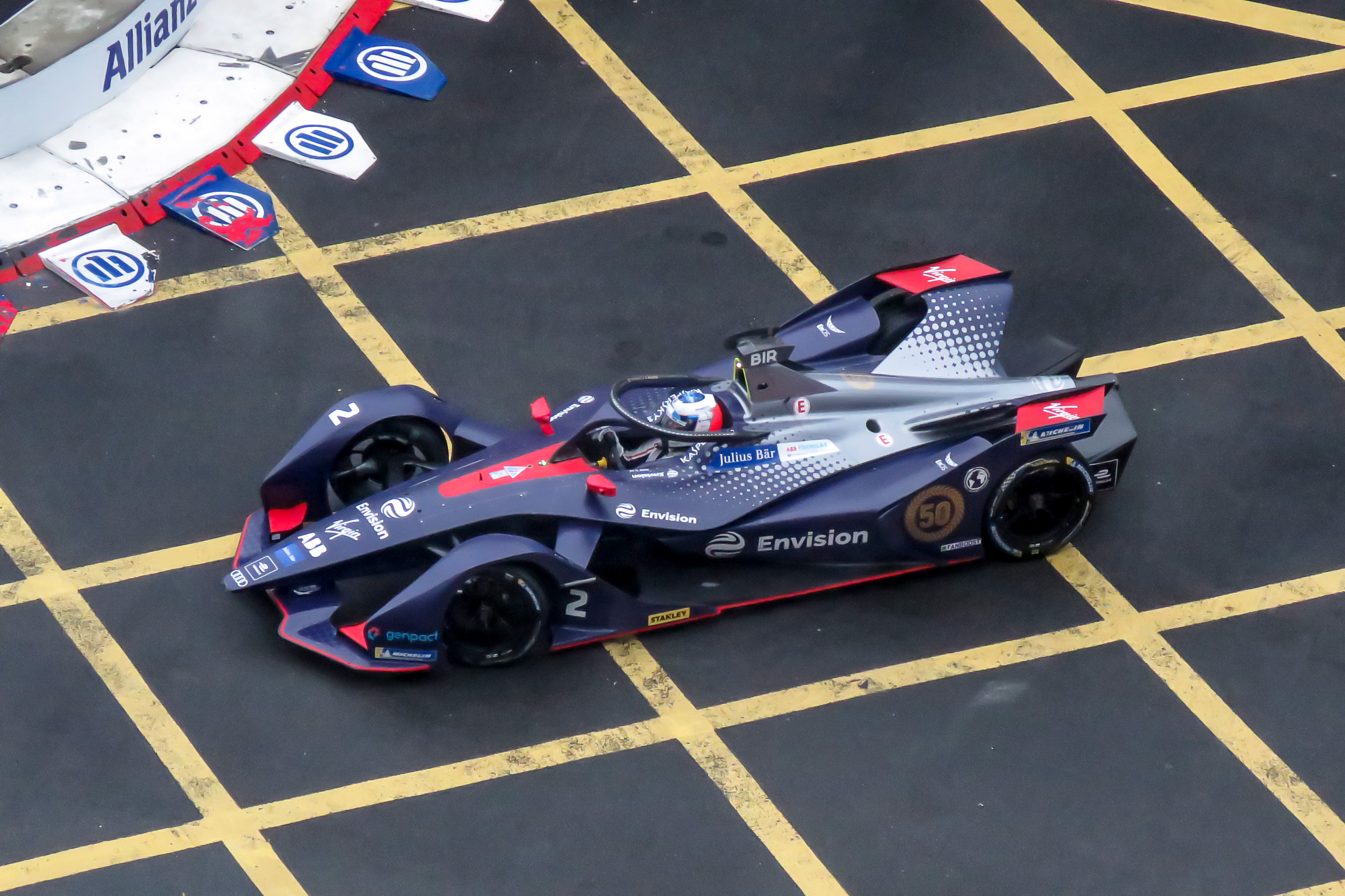
Sam Bird no ePrix de Hong Kong de 2019.

Em setembro de 2018, foi anunciado que a equipe havia assinado um contrato de múltiplos anos para utilizar trens de força fornecidos pela Audi a partir da temporada de 2018-19. Enquanto isso, a DS, antiga fornecedora da equipe Virgin, passou a fornecer seus propulsores para a equipe Techeetah.
Em 1 de novembro de 2021, foi anunciado que o nome da equipe havia sido alterado para Envision Racing, após o grupo Envision assumir a propriedade total da equipe.
Após quatro temporadas usando trens de força da Audi, em 2022 a equipe assinou um contrato de múltiplos anos para utilizar trens de força fornecidos pela Jaguar a partir da temporada de 2022–23. Em sua temporada inaugural com os trens de força da Jaguar, a Envision conquistou o seu primeiro Campeonato de Equipes, derrotando a equipe de fábrica da Jaguar por uma margem de doze pontos.

## Resultados
(legenda) (resultados em negrito indicam pole position; resultados em itálico indicam volta mais rápida)
| 2017–18: DS Virgin Racing | 2017–18: DS Virgin Racing | 2017–18: DS Virgin Racing | 2017–18: DS Virgin Racing | 2017–18: DS Virgin Racing | 2017–18: DS Virgin Racing | 2017–18: DS Virgin Racing | 2017–18: DS Virgin Racing | 2017–18: DS Virgin Racing | 2017–18: DS Virgin Racing | 2017–18: DS Virgin Racing | 2017–18: DS Virgin Racing | 2017–18: DS Virgin Racing | 2017–18: DS Virgin Racing | 2017–18: DS Virgin Racing | 2017–18: DS Virgin Racing | 2017–18: DS Virgin Racing | 2017–18: DS Virgin Racing | 2017–18: DS Virgin Racing | 2017–18: DS Virgin Racing | 2017–18: DS Virgin Racing | 2017–18: DS Virgin Racing | 2017–18: DS Virgin Racing | 2017–18: DS Virgin Racing | 2017–18: DS Virgin Racing | 2017–18: DS Virgin Racing |
| Ano                       | Nome                      | Chassis                   | Trem de força             | Pneus                     | N.°                       | Pilotos                   | 1                         | 2                         | 3                         | 4                         | 5                         | 6                         | 7                         | 8                         | 9                         | 10                        | 11                        | 12                        | 13                        | 14                        | 15                        | 16                        | 17                        | Pontos                    | Class.                    |
| ------------------------- | ------------------------- | ------------------------- | ------------------------- | ------------------------- | ------------------------- | ------------------------- | ------------------------- | ------------------------- | ------------------------- | ------------------------- | ------------------------- | ------------------------- | ------------------------- | ------------------------- | ------------------------- | ------------------------- | ------------------------- | ------------------------- | ------------------------- | ------------------------- | ------------------------- | ------------------------- | ------------------------- | ------------------------- | ------------------------- |
| 2018–19                   | Envision Virgin Racing    | Spark SRT05e              | Audi e-Tron FE05          | M                         |                           |                           | DAR                       | MAR                       | SAN                       | MEX                       | HKG                       | SNY                       | ROM                       | PAR                       | MON                       | BER                       | SUI                       | NIQ                       | NIQ                       |                           |                           |                           |                           | 191                       | 3°                        |
| 2018–19                   | Envision Virgin Racing    | Spark SRT05e              | Audi e-Tron FE05          | M                         | 2                         | Sam Bird                  | 11                        | 3                         | 1                         | 9                         | 6                         | Ret                       | 11                        | 11                        | 16†                       | 9                         | 4                         | 8                         | 4                         |                           |                           |                           |                           | 191                       | 3°                        |
| 2018–19                   | Envision Virgin Racing    | Spark SRT05e              | Audi e-Tron FE05          | M                         | 4                         | Robin Frijns              | 12                        | 2                         | 5                         | 11                        | 3                         | 14†                       | 4                         | 1                         | 17†                       | 13                        | Ret                       | Ret                       | 1                         |                           |                           |                           |                           | 191                       | 3°                        |
| 2019–20                   | Envision Virgin Racing    | Spark SRT05e              | Audi e-Tron FE06          | M                         |                           |                           | DAR                       | DAR                       | SAN                       | MEX                       | MAR                       | BER                       | BER                       | BER                       | BER                       | BER                       | BER                       |                           |                           |                           |                           |                           |                           | 121                       | 4°                        |
| 2019–20                   | Envision Virgin Racing    | Spark SRT05e              | Audi e-Tron FE06          | M                         | 2                         | Sam Bird                  | 1G                        | Ret                       | 10                        | Ret                       | 10                        | 3                         | 6                         | 13                        | 11                        | 20                        | 5                         |                           |                           |                           |                           |                           |                           | 121                       | 4°                        |
| 2019–20                   | Envision Virgin Racing    | Spark SRT05e              | Audi e-Tron FE06          | M                         | 4                         | Robin Frijns              | 5                         | Ret                       | 15                        | DSQ                       | 12                        | Ret                       | 4                         | 2                         | NL                        | 2                         | Ret                       |                           |                           |                           |                           |                           |                           | 121                       | 4°                        |
| 2020–21                   | Envision Virgin Racing    | Spark SRT05e              | Audi e-tron FE07          | M                         |                           |                           | DAR                       | DAR                       | ROM                       | ROM                       | VAL                       | VAL                       | MON                       | PUE                       | PUE                       | NIO                       | NIO                       | LON                       | LON                       | BER                       | BER                       |                           |                           | 165                       | 5°                        |
| 2020–21                   | Envision Virgin Racing    | Spark SRT05e              | Audi e-tron FE07          | M                         | 4                         | Robin Frijns              | 17                        | 2G                        | 4                         | 18                        | 6                         | 19                        | 2G                        | 16                        | 11                        | 5                         | 8                         | 13                        | 4                         | 15                        | 12                        |                           |                           | 165                       | 5°                        |
| 2020–21                   | Envision Virgin Racing    | Spark SRT05e              | Audi e-tron FE07          | M                         | 37                        | Nick Cassidy              | 19                        | 14                        | 15                        | Ret                       | 4                         | 13                        | 8                         | Ret                       | 2                         | 4                         | 2                         | 11                        | 7                         | 14                        | 17                        |                           |                           | 165                       | 5°                        |
| 2021–22                   | Envision Racing           | Spark SRT05e              | Audi e-tron FE07          | M                         |                           |                           | DAR                       | DAR                       | MEX                       | ROM                       | ROM                       | MON                       | BER                       | BER                       | JAC                       | MAR                       | NIO                       | NIO                       | LON                       | LON                       | SEU                       | SEU                       |                           | 194                       | 5°                        |
| 2021–22                   | Envision Racing           | Spark SRT05e              | Audi e-tron FE07          | M                         | 4                         | Robin Frijns              | 16                        | 2                         | 7                         | 2                         | 3                         | 4                         | 12                        | 5                         | 17                        | 18                        | 3                         | 6                         | 16                        | 7                         | 8                         | 4                         |                           | 194                       | 5°                        |
| 2021–22                   | Envision Racing           | Spark SRT05e              | Audi e-tron FE07          | M                         | 37                        | Nick Cassidy              | 7                         | 16                        | 13                        | 9                         | Ret                       | 7                         | Ret                       | 21                        | 16                        | 13                        | 1                         | 15                        | 3                         | Ret                       | 10                        | 8                         |                           | 194                       | 5°                        |
| 2022–23                   | Envision Racing           | Spark Gen3                | Jaguar I-Type 6           | H                         |                           |                           |                           | MEX                       | DAR                       | DAR                       | CCB                       | SPL                       | BER                       | BER                       | MON                       | JAC                       | JAC                       | PRT                       | ROM                       | ROM                       | LON                       | LON                       |                           | 304                       | 1°                        |
| 2022–23                   | Envision Racing           | Spark Gen3                | Jaguar I-Type 6           | H                         | 16                        | Sébastien Buemi           | 6                         | 4                         | 6                         | 15                        | 5                         | 10                        | 4                         | 20                        | 8                         | 20                        | 10                        | 5                         | Ret                       | 5                         | 3                         | 6                         |                           | 304                       | 1°                        |
| 2022–23                   | Envision Racing           | Spark Gen3                | Jaguar I-Type 6           | H                         | 37                        | Nick Cassidy              | 9                         | 6                         | 13                        | 2                         | 3                         | 2                         | 5                         | 1                         | 1                         | 7                         | 18                        | 1                         | 2                         | 14                        | Ret                       | 1                         |                           | 304                       | 1°                        |
| 2023–24                   | Envision Racing           | Spark Gen3                | Jaguar I-Type 6           | H                         |                           |                           | MEX                       | DAR                       | DAR                       | SPL                       | TOQ                       | MIS                       | MIS                       | MON                       | BER                       | BER                       | XAN                       | XAN                       | PRT                       | PRT                       | LON                       | LON                       |                           | 121                       | 6°                        |
| 2023–24                   | Envision Racing           | Spark Gen3                | Jaguar I-Type 6           | H                         | 4                         | Robin Frijns              | Ret                       | 10                        | 2                         | 18                        | 9                         | 17                        | Ret                       | 17                        |                           |                           | 12                        | 9                         | 2                         | 2                         | Ret                       | 7                         |                           | 121                       | 6°                        |
| 2023–24                   | Envision Racing           | Spark Gen3                | Jaguar I-Type 6           | H                         | 4                         | Joel Eriksson             |                           |                           |                           |                           |                           |                           |                           |                           | Ret                       | 9                         |                           |                           |                           |                           |                           |                           |                           | 121                       | 6°                        |
| 2023–24                   | Envision Racing           | Spark Gen3                | Jaguar I-Type 6           | H                         | 16                        | Sébastien Buemi           | 2                         | 12                        | NP                        | 10                        | 13                        | 12                        | Ret                       | 15                        |                           |                           | 8                         | 12                        | 20                        | 9                         | 3                         | 4                         |                           | 121                       | 6°                        |
| 2023–24                   | Envision Racing           | Spark Gen3                | Jaguar I-Type 6           | H                         | 16                        | Paul Aron                 |                           |                           |                           |                           |                           |                           |                           |                           | 13                        | 14                        |                           |                           |                           |                           |                           |                           |                           | 121                       | 6°                        |
| 2024–25                   | Envision Racing           | Spark Gen3                | Jaguar I-Type 7           | H                         |                           |                           | SPL                       | MEX                       | GID                       | GID                       | MIA                       | MON                       | MON                       | TOQ                       | TOQ                       | XAN                       | XAN                       | JAC                       | BER                       | BER                       | LON                       | LON                       |                           | 0*                        | °*                        |
| 2024–25                   | Envision Racing           | Spark Gen3                | Jaguar I-Type 7           | H                         | 4                         | Robin Frijns              |                           |                           |                           |                           |                           |                           |                           |                           |                           |                           |                           |                           |                           |                           |                           |                           |                           | 0*                        | °*                        |
| 2024–25                   | Envision Racing           | Spark Gen3                | Jaguar I-Type 7           | H                         | 16                        | Sébastien Buemi           |                           |                           |                           |                           |                           |                           |                           |                           |                           |                           |                           |                           |                           |                           |                           |                           |                           | 0*                        | °*                        |

Notas
* Temporada ainda em andamento.
† – Não completaram a prova, mas foram classificados pois concluíram 90% da prova.
G – Volta mais rápida na fase de grupos da classificação.